# Bretonische Verhältnisse – Ein Fall für Kommissar Dupin
Bretonische Verhältnisse: Ein Fall für Kommissar Dupin ist ein Buch des pseudonymen Autors Jean-Luc Bannalec über den Kommissar Georges Dupin, der den Mordfall am Hotelier Pierre-Louis Pennec aufklärt. Hinter dem Pseudonym steht der ehemalige Programmleiter des S. Fischer Verlages, Jörg Bong.
In der Serie um Kommissar Dupin sind mehrere Fortsetzungen erschienen: Bretonische Brandung (2013), Bretonisches Gold (2014), Bretonischer Stolz (2015), Bretonische Flut (2016), Bretonisches Leuchten (2017), Bretonische Geheimnisse (2018), Bretonisches Vermächtnis (2019) und Bretonische Spezialitäten (2020). 2014 wurde die Verfilmung des Erstromans Kommissar Dupin: Bretonische Verhältnisse veröffentlicht. Für weitere Verfilmungen siehe Kommissar Dupin.

## Das Buch
Das Buch gliedert sich in vier Kapitel, wobei jedes Kapitel einem Tag entspricht und auch entsprechend benannt wurde („Der erste Tag“ …). Die Geschichte beginnt am Freitag, dem Tag, nach dem in der Nacht der Mord an Pierre-Louis Pennec stattgefunden hat.
Viele der im Roman vorkommenden Ortschaften, Personen und Ereignisse haben einen realen Hintergrund. Wichtige im Buch vorkommende Ortschaften sind Concarneau, Pont-Aven und Brest. Ebenso sind Ereignisse wie das Fête des Filets Bleus, das Fest-noz oder die Künstlerkolonie von Pont-Aven aus der Wirklichkeit gegriffen. Besonders finden zahlreiche, vorwiegend französische Maler in der Geschichte eine Erwähnung. Das Bild, das im Roman gestohlen wird, soll fiktiv eine zweite Version des real existierenden Gemäldes „Die Vision nach der Predigt“ von Paul Gauguin sein.

## Handlung
|                   |                   |                   |                   |                   |                   |             |             | Marie-Jeanne Pennec | Marie-Jeanne Pennec | Marie-Jeanne Pennec | Marie-Jeanne Pennec | Marie-Jeanne Pennec | Marie-Jeanne Pennec |                  |                  | ?                | ?                | ?            | ?            | ?            | ?            |   |   |   |   |
|                   |                   |                   |                   |                   |                   |             |             | Marie-Jeanne Pennec | Marie-Jeanne Pennec | Marie-Jeanne Pennec | Marie-Jeanne Pennec | Marie-Jeanne Pennec | Marie-Jeanne Pennec |                  |                  | ?                | ?                | ?            | ?            | ?            | ?            |   |   |   |   |
|                   |                   |                   |                   |                   |                   |             |             |                     |                     |                     |                     |                     |                     |                  |                  |                  |                  |              |              |              |              |   |   |   |   |
|                   |                   |                   |                   | ?                 | ?                 | ?           | ?           | ?                   | ?                   |                     |                     | Charles Pennec      | Charles Pennec      | Charles Pennec   | Charles Pennec   | Charles Pennec   | Charles Pennec   |              |              | ?            | ?            | ? | ? | ? | ? |
|                   |                   |                   |                   | ?                 | ?                 | ?           | ?           | ?                   | ?                   |                     |                     | Charles Pennec      | Charles Pennec      | Charles Pennec   | Charles Pennec   | Charles Pennec   | Charles Pennec   |              |              | ?            | ?            | ? | ? | ? | ? |
|                   |                   |                   |                   |                   |                   |             |             |                     |                     |                     |                     |                     |                     |                  |                  |                  |                  |              |              |              |              |   |   |   |   |
| Darice Pennec (†) | Darice Pennec (†) | Darice Pennec (†) | Darice Pennec (†) | Darice Pennec (†) | Darice Pennec (†) |             |             | Pierre-Louis Pennec | Pierre-Louis Pennec | Pierre-Louis Pennec | Pierre-Louis Pennec | Pierre-Louis Pennec | Pierre-Louis Pennec |                  |                  | André Pennec     | André Pennec     | André Pennec | André Pennec | André Pennec | André Pennec |   |   |   |   |
| Darice Pennec (†) | Darice Pennec (†) | Darice Pennec (†) | Darice Pennec (†) | Darice Pennec (†) | Darice Pennec (†) |             |             | Pierre-Louis Pennec | Pierre-Louis Pennec | Pierre-Louis Pennec | Pierre-Louis Pennec | Pierre-Louis Pennec | Pierre-Louis Pennec |                  |                  | André Pennec     | André Pennec     | André Pennec | André Pennec | André Pennec | André Pennec |   |   |   |   |
|                   |                   |                   |                   |                   |                   |             |             |                     |                     |                     |                     |                     |                     |                  |                  |                  |                  |              |              |              |              |   |   |   |   |
|                   |                   |                   |                   | Loïc Pennec       | Loïc Pennec       | Loïc Pennec | Loïc Pennec | Loïc Pennec         | Loïc Pennec         |                     |                     | Catherine Pennec    | Catherine Pennec    | Catherine Pennec | Catherine Pennec | Catherine Pennec | Catherine Pennec |              |              |              |              |   |   |   |   |
|                   |                   |                   |                   | Loïc Pennec       | Loïc Pennec       | Loïc Pennec | Loïc Pennec | Loïc Pennec         | Loïc Pennec         |                     |                     | Catherine Pennec    | Catherine Pennec    | Catherine Pennec | Catherine Pennec | Catherine Pennec | Catherine Pennec |              |              |              |              |   |   |   |   |

Im Hotel Central in Pont Aven wird der Hotelmanager Pierre-Louis Pennec blutüberströmt in der Hotelbar aufgefunden. Kommissar Georges Dupin nimmt mit seinen beiden Inspektoren die Ermittlungen auf. Nach zahlreichen Befragungen verdichtet sich der Kreis der Verdächtigen auf die Personen Francine Lajoux, Fragan Delon, Frédéric Beauvois sowie seinen Sohn Loïc, dessen Frau Catherine und seinen Halbbruder André Pennec.
Francine Lajoux ist die langjährige Hotelleiterin des Hotels Central. Von verschiedenen Aussagen erfährt Georges das Gerücht, Lajoux und Pierre-Louis hätten eine Beziehung geführt. Fragan ist ein langjähriger Freund. Frédéric gehört ein örtliches Kunstmuseum, für die Pennec regelmäßig größere Geldsummen spendete. Die ehemalige Beziehung zwischen Pierre-Louis und Loïc Pennec wird von den Befragten als schlecht beschrieben, da Loïc Pennec unfähig erschien, irgendeines Tages das Hotel seines Vaters weiterführen zu können. Mit seinem Halbbruder André hatte Pierre-Louis bereits vor Jahrzehnten ernsten Streit, der zu einer Enterbung Andrés führte.
Während der Ermittlungen kommt es zu zwei weiteren Verbrechen. In der ersten Nacht nach dem Mord wird am Tatort, der Hotelbar, die Fensterscheibe eingeschlagen, ohne dass sich irgendwelche weitere Spuren ergeben. Ein weiterer Tag später wird Loïc tot am Fuß einer Klippe am Strand aufgefunden.
Georges erscheint besonders auffällig, dass Pierre-Louis drei Tage vor seinem Tod von seinem Hausarzt Bernez Garreg Stenose diagnostiziert bekommt und sich einer lebenswichtigen Operation nicht unterziehen wollte, was ihm nur noch wenige Tage zu leben gab. Seit dieser Diagnose kam es zu einer Reihe von ungewöhnlichen Ereignissen, besonders dass sich Pierre-Louis zwecks einer geplanten Testamentänderung einen Termin bei seiner Notarin vereinbaren ließ. Somit starb er genau am Vortag seines Notartermins. In den Tagen zwischen dem Arztbesuch und seinem Tod kam es des Weiteren zu einem lautstarken Streitgespräch mit einer zunächst unbekannten Person, mehreren Telefongespräche Pierre-Louis ins Musée d’Orsay und einem Telefongespräch mit seinem Halbbruder André.

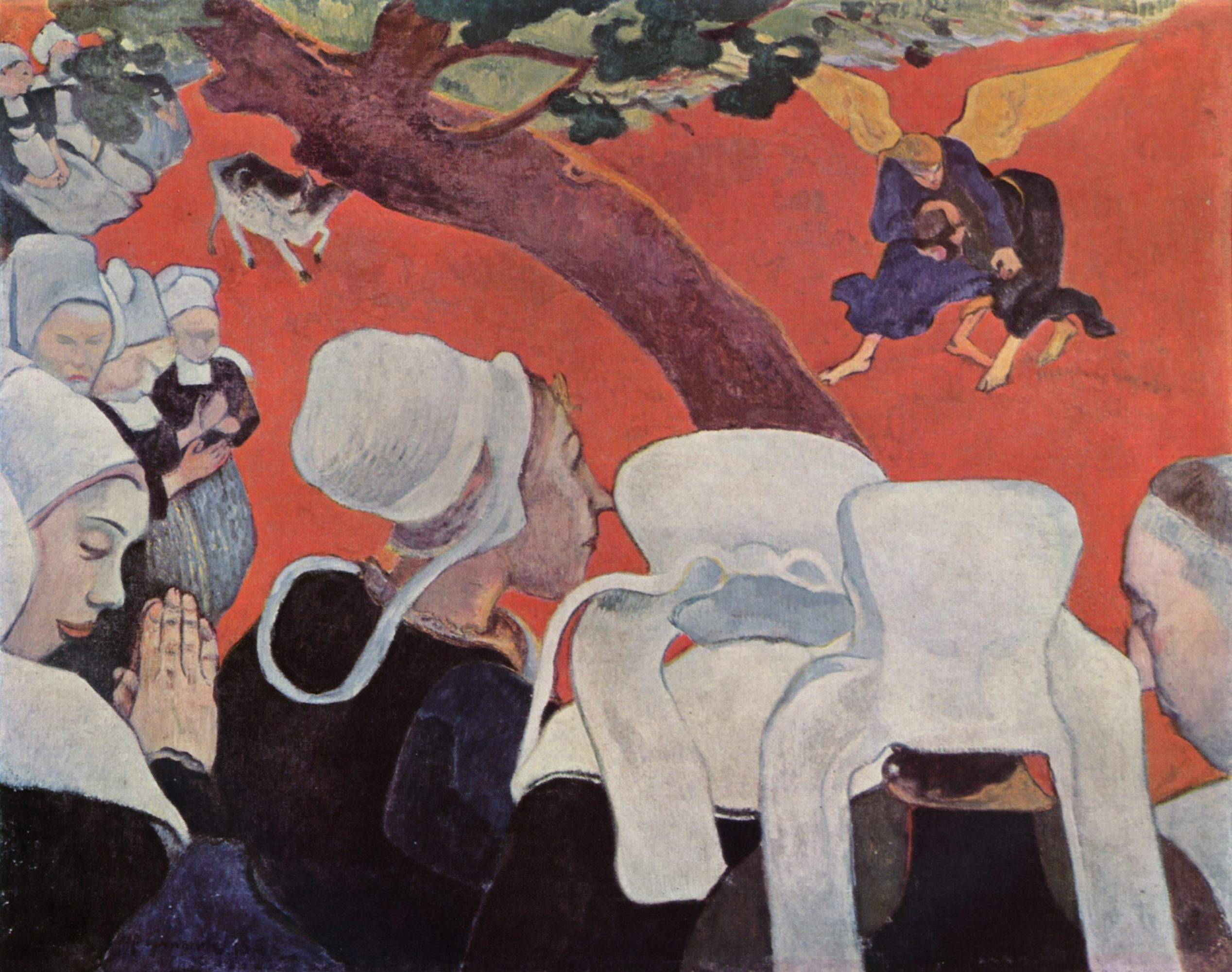
Paul Gauguin – Die Vision nach der Predigt.

Bei einer weiteren Untersuchung des Tatorts fällt Georges auf, dass die Hotelbar ungewöhnlich gut klimatisiert ist. Eine Wand ist zwar mit zahlreichen Gemälden bekannter Künstler geschmückt, dabei handelt es sich jedoch nur um Kopien von Gemälden. Da Georges eine derart gute Klimaanlage für Kopien übertrieben erscheint, bittet Georges die Kunsthistorikerin Marie Morgane Cassel, alle Bilder genauer zu betrachten. Dabei erscheint Marie ein Gemälde komisch. Es ähnelt dem Bild „Die Vision nach der Predigt“ von Paul Gauguin und trägt auch dessen Züge. Marie überlegt, ob es sich bei dem Bild um eine bisher unentdeckte zweite Version des Bildes handeln könnte, die Gauguin erschuf. Da das Bild aber nicht genügend alt erscheint, um von Gauguin gemalt worden zu sein, kann es sich daher allenfalls um eine Kopie handeln. Den Wert für das echte Bild schätzt die Kunsthistorikerin auf 30 bis 40 Millionen Euro.
Da Georges in dem Bild ein Mordmotiv sieht, konzentriert er seine weiteren Untersuchungen mehr auf das Gemälde und befragt mit Ausnahme des inzwischen verstorbenen Loïc Pennec alle Hauptverdächtigen noch einmal gezielt zu dem Bild. Obschon ihm gegenüber keine der Personen bei der ersten Befragung das Bild und seinen Wert erwähnt hatte, stellt sich heraus, dass jeder darüber Bescheid wusste. Das Bild habe vor über 100 Jahren Pennecs Großmutter Marie-Jeanne Pennec als Dank für die Gastfreundlichkeit von Gauguin erhalten, der zur damaligen Zeit Gast im Hotel Central gewesen sei.
Nachdem Marie eine versteckte Signatur im unbekannten Gauguin-Gemälde gefunden hat, durchsucht Georges das Kunstmuseum von Fréderic. Dabei findet er ein Gemälde mit dem gleichen Motiv wie beim unbekannten Gauguin-Gemälde in der Hotelbar. Allerdings stellt sich sofort heraus, dass auch dieses Bild eine Kopie ist. Beauvois erklärt, er habe diese Kopie bereits vor etwa 30 Jahren angefertigt. Ebenfalls gesteht er den Einbruch in die Hotelbar und den Austausch seiner Kopie gegen das vermeintliche Originalbild. Dabei rechtfertigt er seine Tat damit, verhindern gewollt zu haben, dass das Gemälde in den Besitz von Loïc übergehe. Seiner Auffassung nach sei dies ganz im Sinne Pierre-Louis’ gewesen, der niemals gewollt habe, dass ein solch bedeutendes Bild in die Hände seines nicht an Kunst interessierten Sohnes falle. Den Irrtum, seine Kopie anstelle des Originals gegen eine weitere Kopie vom Maler Gilbert Sonnheim ausgetauscht zu haben, habe er erst später bemerkt.
Georges macht sich auf die Suche nach dem Originalbild. Er erinnert sich, dass sich auf zwei der Grundstücke Pierre-Louis’ eine Art Schuppen befindet. Er durchsucht beide und findet in einem das gesuchte Originalbild. Daraufhin observiert Georges den Schuppen von einem nahegelegenen Waldrand aus und entdeckt einige Stunden später André, wie er den Schuppen betritt. Georges überführt André und erfährt, dass Catherine hinter dem Ganzen steckt.
In der Villa von Catherine Pennec konfrontiert Georges diese damit, von André bereits die Wahrheit gehört zu haben. Catherine widerspricht dem und legt ihre Version der Geschehnisse dar. In der Mordnacht habe Loïc vom Vorhaben seines Vaters erfahren, das Gemälde ans Museum stiften zu wollen. Im Affekt sei es dabei zum Mord an Pierre-Louis gekommen. Da Loïc nicht sicher gewesen sei, ob die Stiftung bereits testamentarisch festgehalten war, habe er das Original gegen die Sonnheim-Kopie ausgetauscht. Triumphierend klärt Georges auf, dass diese Aktion überflüssig gewesen sei, da die Testamentsänderung noch nicht stattgefunden habe und dass die Pennecs dadurch das Bild einfach geerbt hätten. Catherine berichtet weiter, dass Loïc Gewissensbisse wegen des Mordes quälten und er sich deshalb der Polizei habe stellen wollen. Um dies zu verhindern, habe sie ihren Mann vorzeitig umgebracht und André, der in wohlhabenderen Schichten verkehre, beauftragt, das Bild auf dem Schwarzmarkt zu verkaufen.
Catherine wird sich für den Mord an ihrem Mann verantworten müssen. Dank Andrés politischem Einfluss werden weitere Untersuchungen zu seiner Person jedoch eingestellt. Als Rechtfertigung wird hervorgebracht, André habe keine Straftat begangen, da er lediglich im Begriff gewesen sei, im Auftrag Catherines ein Bild zu verkaufen, das zwar alle für gestohlen hielten, das sich jedoch tatsächlich im Eigentum seiner Auftraggeberin befunden habe. Georges hält dagegen, dass er sich im Sinne der Mitwisserschaft strafbar gemacht habe, und stört sich an der Tatsache, dass bessergestellte Personen sich über die Gerechtigkeit hinwegsetzen können. In einem Telefongespräch mit Marie kündigt er an, eines Tages, wenn der Verdacht nicht mehr auf ihn zurückfallen würde, einem Zeitungsverlag geheime Informationen über die wahre Geschichte zuzuspielen, um wenigstens Andrés politische Karriere zu beschmutzen.

## Die Personen

### Hauptfigur: Kommissar Georges Dupin
Georges Dupin hat häufiger Probleme damit, sich der Autorität zu beugen, was unter anderem dazu geführt hatte, dass er drei Jahre vor Beginn der Geschichte von Paris nach Concarneau strafversetzt worden war. Gegenüber den Leuten, die er nicht mag, verhält er sich bewusst unfreundlich. Zu den Leuten, die er mag, gehören seine Sekretärin Nolwenn, sein Inspektor Riwal, Paul Girard und besonders Marie Morgane Cassel. Georges lässt häufig seine Gesprächspartner nicht zu Ende sprechen. Bei seinen Befragungen wechselt er gerne abrupt das Thema, um den Befragten zu überraschen und keine Zeit zum Nachdenken zu geben. Wie Inspektor Columbo beendet er gerne ein Verhör mit einer kleinen letzten Frage. Um über einen Fall nachzudenken, distanziert sich Georges gerne von seiner Umgebung, indem er einen Spaziergang unternimmt oder sich in ein Straßencafé setzt und etwas isst oder trinkt. Während dieser Zeit nimmt er auch keine Anrufe auf seinem Handy entgegen, selbst wenn es einer seiner beiden Inspektoren ist, die ihn über die neusten Umstände informieren möchten. Informationen schreibt er in seinem Notizbuch nieder, geht dabei aber meist ungeschickt vor, sei es in der unstrukturierten Art, wie er sich alles notiert, oder dass er ständig die Stifte verlegt. An einem Tag trinkt er mehrere Tassen Kaffee, obschon er von seinem Hausarzt die Aufforderung bekam, den Konsum einzuschränken. Am liebsten isst er Entrecôte. Des Öfteren kommt es vor, dass er vergisst zu speisen, wenn er mitten in einem Kriminalfall steckt. Auch ist es seine Art, seine Inspektoren und seine Sekretärin nicht sofort über alle Umstände seiner Aufklärungsschritte zu informieren, gerade dann wenn es neue Erkenntnisse gibt und er daraufhin Anweisungen verteilt.

### Sonstige namentlich erwähnte Personen
Die Liste aller namentlich vorkommenden Personen in der Reihenfolge ihres Auftretens (Spalte „#“):
| #  | Name                 | Bemerkung |
| -- | -------------------- | --- |
| 1  | Georges Dupin        | Kommissar von Concarneau. Hauptfigur der Geschichte.                                                                                       |
| 2  | Paul Girard          | Besitzer des Café/Restaurant „Amiral“. |
| 3  | (Jules?) Maigret     | Ehemaliger Gast des Cafés „Amiral“. Vermutlich ist Jules Maigret gemeint.                                                                  |
| 4  | Paul Gauguin         | Reale Persönlichkeit. Hat fiktiv das Gemälde erschaffen, von dem die Geschichte handelt.                                                   |
| 5  | Kadeg                | Einer von zwei Inspektoren des Kommissar Dupin.                                                                                            |
| 6  | Lug Locmariaquer     | Präfekt des Département Finistère. |
| 7  | de la Croix          | Vorsitzender der Delegation aus dem kanadischen Staten Stoud, Partnerstadt von Concarneau.                                                 |
| 8  | Pierre-Louis Pennec  | Besitzer des Hotels „Central“. Wird ermordet in der Bar seines Hotels aufgefunden.                                                         |
| 9  | Dercap               | Kommissar der Stadt Quimperlé, zuständig für Pont Aven. Befindet sich in den Ferien, weswegen Georges Dupin ihn vertritt.                  |
| 10 | Riwal                | Einer von zwei Inspektoren des Kommissar Dupin.                                                                                            |
| 11 | Marie-Jeanne Pennec  | Großmutter des Ermordeten, Gründerin des Hotel „Central“.                                                                                  |
| 12 | Nolwenn              | Sekretärin von Kommissar Dupin. |
| 13 | Lafond               | Gerichtsmediziner. |
| 14 | Ewen Savoir          | Neuer junger Gerichtsmediziner von Quimper.                                                                                                |
| 15 | Francine Lajoux      | Hotelleiterin des Central. Enge Beziehung zu Pierre-Louis Pennec. Fand die Leiche Pierre-Louis’.                                           |
| 16 | Albin Bonnec         | Polizist aus Pont Aven, bereits länger im Dienst.                                                                                          |
| 17 | Arzhvaelig           | Neuer junger Polizist aus Pont Aven. |
| 18 | René Reglas          | Forensiker und Leiter der Spurensicherung.                                                                                                 |
| 19 | Lagrange             | Mitarbeiter der Spurensicherung. |
| 20 | Loïc Pennec          | Sohn von Pierre-Louis Pennec. |
| 21 | Catherine Pennec     | Ehefrau von Loïc Pennec. |
| 22 | André Pennec         | Halbbruder von Pierre-Louis Pennec. Politiker im Süden im Parlament für die Konservativen.                                                 |
| 23 | Galvani              | Gast des Hotels zur Tatzeit. |
| 24 | Kann                 | Junge Hotelangestellte, Zimmermädchen. |
| 25 | Denoelalig           | Junge Hotelangestellte, Zimmermädchen. |
| 26 | Mendu                | Hotelangestellte, zuständig für das Frühstück. Vorgesehen als Nachfolgerin für die Hotelleitung.                                           |
| 27 | Edouard Glavinec     | Koch des Hotels. Hat Pierre-Louis Pennec als Letzter lebend gesehen.                                                                       |
| 28 | Ronan Breton         | Küchenjunge. |
| 29 | Darice Pennec        | Ehemalige Frau von Pierre-Louis Pennec. Vor etwa 20 Jahren bei einem Unfall in der Nähe der Glénan-Inseln gestorben.                       |
| 30 | Julia Guillou        | Hotelbesitzerin des Hotels Julia (zur Zeit der Künstlerkolonie), welches sich gegenüber dem Hotel Central befindet.                        |
| 31 | Charles Pennec       | Vater von Pierre-Louis Pennec. |
| 32 | Corinne Leray        | Führt das Restaurant im Hotel Pennec. |
| 33 | Fragan Delon         | Freund von Pierre-Louis Pennec. |
| 34 | Robert Wylie         | Reale Person. Amerikanischer Maler. Liegt fiktiv im gleichen Grab wie Darice Pennec.                                                       |
| 35 | Claude Monet         | Reale Person. Französischer Maler. |
| 36 | Bernez Garreg        | Gemeinsamer Hausarzt von Georges Dupin und Pierre-Louis Pennec.                                                                            |
| 37 | Fabien Goyard        | Bürgermeister von Pont-Aven. |
| 38 | Véro                 | Ehemalige Geliebte von Georges Dupin. |
| 39 | Claire               | Ehemalige Geliebte von Georges Dupin. |
| 40 | Rodallec             | Praxisangestellte von Bernez Garreg. |
| 41 | Charles Vanel        | Reale Person. Französischer Schauspieler und Regisseur mit 78-jähriger Filmkarriere.                                                       |
| 42 | Frédéric Beauvois    | Freund von Pierre-Louis Pennec. Führt in Pont-Aven ein Kunstmuseum, pensionierter Kunstlehrer und Vorsitzender des örtlichen Kunstvereins. |
| 43 | Carlé                | Chef des kleinen Hafens in Pont-Aven. |
| 44 | Camille de Denis     | Notarin. Hat das Testament von Pierre-Louis Pennec aufgesetzt.                                                                             |
| 45 | Émile Bernard        | Reale Person. Französischer Maler. |
| 46 | Charles Filiger      | Reale Person. Französischer Maler. |
| 47 | Henry Moret          | Reale Person. Französischer Maler. |
| 48 | Gustave Flaubert     | Reale Person. Französischer Schriftsteller.                                                                                                |
| 49 | Lou                  | Schwester von Georges Dupin, Architektin und Schreinerin.                                                                                  |
| 50 | Maurice Kerriou      | Betreiber des Restaurants der alten Mühle.                                                                                                 |
| 51 | Aubert               | Ehemaliger Führer des Kunstverein von Frédéric Beauvois’ Museum.                                                                           |
| 52 | Gaspard Dupin        | Vater von Georges Dupin. |
| 53 | Anna Dupin           | Mutter von Georges Dupin. |
| 54 | Paul Sérusier        | Reale Person. Französischer Maler. |
| 55 | Laval                | Reale Person. |
| 56 | Armand Seguin        | Reale Person. |
| 57 | Jacob Meyer de Haan  | Reale Person. |
| 58 | Juliette             | Bekannte von Georges Dupin, Studentin in Kunstgeschichte. Eventuell der Vorname seiner ehemaligen Freundin Véro.                           |
| 59 | Marie Morgane Cassel | Kunsthistorikerin aus Brest. Hilft Georges Dupin bei Kunstfragen.                                                                          |
| 60 | Houarvian            | Friseur von Pierre-Louis Pennec. |
| 61 | Vincent van Gogh     | Reale Person. |
| 62 | Pablo Picasso        | Reale Person. |
| 63 | Louis Anquetin       | Reale Person. Französischer Maler. |
| 64 | Alain Trifin         | Besitzer des Café Ar Men Du. |
| 65 | Charles Sauré        | Sammlungsleiter des Musée d’Orsay. |
| 66 | Adèle                | Bekannte von Georges Dupin. Eventuell der Vorname seiner ehemaligen Freundin Véro.                                                         |
| 67 | Anne Sauré           | Ehefrau von Charles Sauré. |
| 68 | Honoré               | Direktor des Musée d’Orsay. |
| 69 | Efflammig            | Angestellte einer Apotheke. |
| 70 | Gilbert Sonnheim     | Erschuf eine Kopie des gestohlenen Gemäldes.                                                                                               |
| 71 | Henri Matisse        | Reale Person. Französischer Maler. |
| 72 | Montner              | Polizist aus Pont Aven. |
| 73 | René Brevalaer       | Vorsitzender der Union der Bretagne. Wird von André Pennec als Alibi genannt.                                                              |
| 74 | Marc                 | Mann oder Freund von Dupins Schwester Lou.                                                                                                 |
| 75 | Louis-Seize          | Reale Person: Ludwig XVI. |
| 76 | Lilou Breval         | Journalistin und Bekannte von Georges Dupin.                                                                                               |

## Ausgaben
- Jean-Luc Bannalec: Bretonische Verhältnisse: Ein Fall für Kommissar Dupin. 3. Auflage. Kiepenheuer & Witsch, Köln 2012, ISBN 978-3-462-04406-5.

Neben der Druckausgabe existieren noch eine E-Book-Ausgabe und ein Hörbuch auf Audio-CD.